# Fernando Belaúnde Terry
Fernando Belaúnde Terry, född 7 oktober 1912 i Lima, Peru, död 4 juni 2002 i Lima, var en peruansk politiker och arkitekt. Han var Perus president i två omgångar, 1963–1968 samt 1980–1985.
Han började sin politiska karriär genom att delta i bildandet av det politiska partiet Frente Democrático Nacional (Nationella demokratiska fronten), för vilket han var diputado (parlamentsledamot) mellan 1945 och 1948.
År 1956 grundade han Acción Popular (ungefär "Folklig aktion"). Acción Popular vann valet 1963 i en koalition med kristdemokraterna och med ett tjänstvilligt stöd från kommunistiska partiet. Som en "alliansens man för framsteg" följde han en måttfull politik och genomförde små reformer som inte tillfredsställde vare sig de breda folklagren eller den övre medelklassen.
Under hans mandatperiod uppstod uppror bland bönderna och antydningar fanns till gerillarörelser vilka dock hölls i schack av militären. Belaúnde blev avsatt 1968 genom en statskupp, men omvaldes år 1980. Redan under hans regeringstid började landet känna av de första signalerna på vad som skulle bli den största ekonomiska kris landet genomgått.
År 1990 gav han sitt stöd till Mario Vargas Llosa såsom presidentkandidat emot Alberto Fujimori. Därefter deltog han inte aktivt i politiken men ansågs hela tiden vara en spegel av den allmänna opinionen.
Fernando Belaúnde avled 2002 efter en hjärnblödning.